# Deckenpfronn
Deckenpfronn – miejscowość i gmina w Niemczech, w kraju związkowym Badenia-Wirtembergia, w rejencji Stuttgart, w regionie Stuttgart, w powiecie Böblingen, wchodzi w skład wspólnoty administracyjnej Herrenberg. Leży w Heckengäu, ok. 15 km na zachód od Böblingen.

## Współpraca
Miejscowość partnerska:
- Weißenberg, Saksonia